# Munich Thunder
| Munich Thunder                                                   | Munich Thunder                                                   |
| Gegründet 1994 – Aufgelöst 1994 Spielten in München, Deutschland | Gegründet 1994 – Aufgelöst 1994 Spielten in München, Deutschland |
| ---------------------------------------------------------------- | ---------------------------------------------------------------- |
| \| \| \| \| \| \|                                                |                                                                  |
| Teamfarben                                                       | Weiß Gold                                                        |
| Liga                                                             |                                                                  |
| - Football League of Europe Central Conference                   |                                                                  |
| Personal                                                         |                                                                  |
| Head Coach                                                       | John Rosenberg                                                   |
| Erfolge                                                          |                                                                  |
| Meisterschaften (0)                                              |                                                                  |
| Play-off-Teilnahmen (1) 1994                                     |                                                                  |
| Stadien                                                          |                                                                  |
| - Stadion an der Grünwalder Straße                               |                                                                  |
|                                                                  |                                                                  |
|                                                                  |                                                                  |

Munich Thunder war eine Football-Mannschaft, die 1994 an der Football League of Europe (FLE) teilnahm. Die Münchner Mannschaft wurde für die FLE neu gegründet. Die Spiele wurden im Stadion an der Grünwalder Straße ausgetragen. Der Zuschauerschnitt lag bei etwa 2700.
Thunder gewann die Central Conference, scheiterte aber im Halbfinale an den Hamburg Blue Devils. Nach der Premierensaison zog sich die Mannschaft aus der FLE zurück. Nachfolgeteam sollten die Bavarian Blue Falcons werden, die aber noch vor Start der Saison 1995 aufgelöst wurden.

## Personen
Der Headcoach war John Rosenberg. Er wechselte 1995 in die Bundesliga zu den Berlin Adlern. Operations Manager sowie Quarterback und Wide Receiver Coach war Phil Hickey. Weitere Trainer waren Michael Church als Defensive Coordinator und Dan Billadeau.
Bei Munich Thunder spielten bekannte College Spieler wie der Quarterback von Notre Dame Fighting Irish Tony Rice (dessen Vertrag Ende Juli 1994 ablief) und der Runningback von Florida State Tiger McMillan. Weitere Spieler:
- Travis Hunter (QB)[3]
- Nigel Dias[3]
- 24 – Lane Wood (RB)
- Richard Smith[3]
- 22 – Tom Scott (Returner, WR, CB)
- 79 – Robert Belcore (DE)
- Richard Smith (SS)
- 77 – Ralf Kietzke
- Jürgen Herford (RB)[6]
- Ludwig Kastenmeier[7]
- Russel Foster (MLB)
- Tobias Baader
- 32 – Bobby Brown
- Volker Schenk
- Axel Pilz
- Hubert Schutt
- Tom Rötzscher

## Spiele
| Datum           | Gegner                   | Ergebnis | Viertel                 | Zuschauer |
| --------------- | ------------------------ | -------- | ----------------------- | --------- |
| 30. April 1994  | @ Nordic Vikings         | 6–38     |                         | 2.500     |
| 7. Mai 1994     | Berlin Bears             | 43–31    | 13-0, 3-7, 14-12, 13-12 | 500       |
| 28. Mai 1994    | Amsterdam Crusaders      | 16–28    |                         | 1.332     |
| 4. Juni 1994    | @ Helsinki Roosters      | 15–7     |                         | 1.000     |
| 11. Juni 1994   | Frankfurt Gamblers       | 35–14    |                         | 2.100     |
| 25. Juni 1994   | @ Hamburg Blue Devils    | 28–14    | 14-0, 0-6, 7-8, 6-0     | 7.400     |
| 2. Juli 1994    | @ Frankfurt Gamblers     | 35–21    |                         | 2.500     |
| 9. Juli 1994    | @ Great Britain Spartans | 38–29    |                         | 11.257    |
| 6. August 1994  | @ Amsterdam Crusaders    | 29–28    |                         | 1.000     |
| Halbfinale      |                          |          |                         |           |
| 27. August 1994 | @ Hamburg Blue Devils    | 26–29    | 0-0, 7-7, 6-6, 14-16    | 7.300     |

Das Spiel der Regular Season gegen die Great Britain Spartans wurde nicht ausgetragen.